# 聖瓦爾丹亞美尼亞主教座堂
40°44′42″N 73°58′31″W / 40.745131°N 73.975252°W

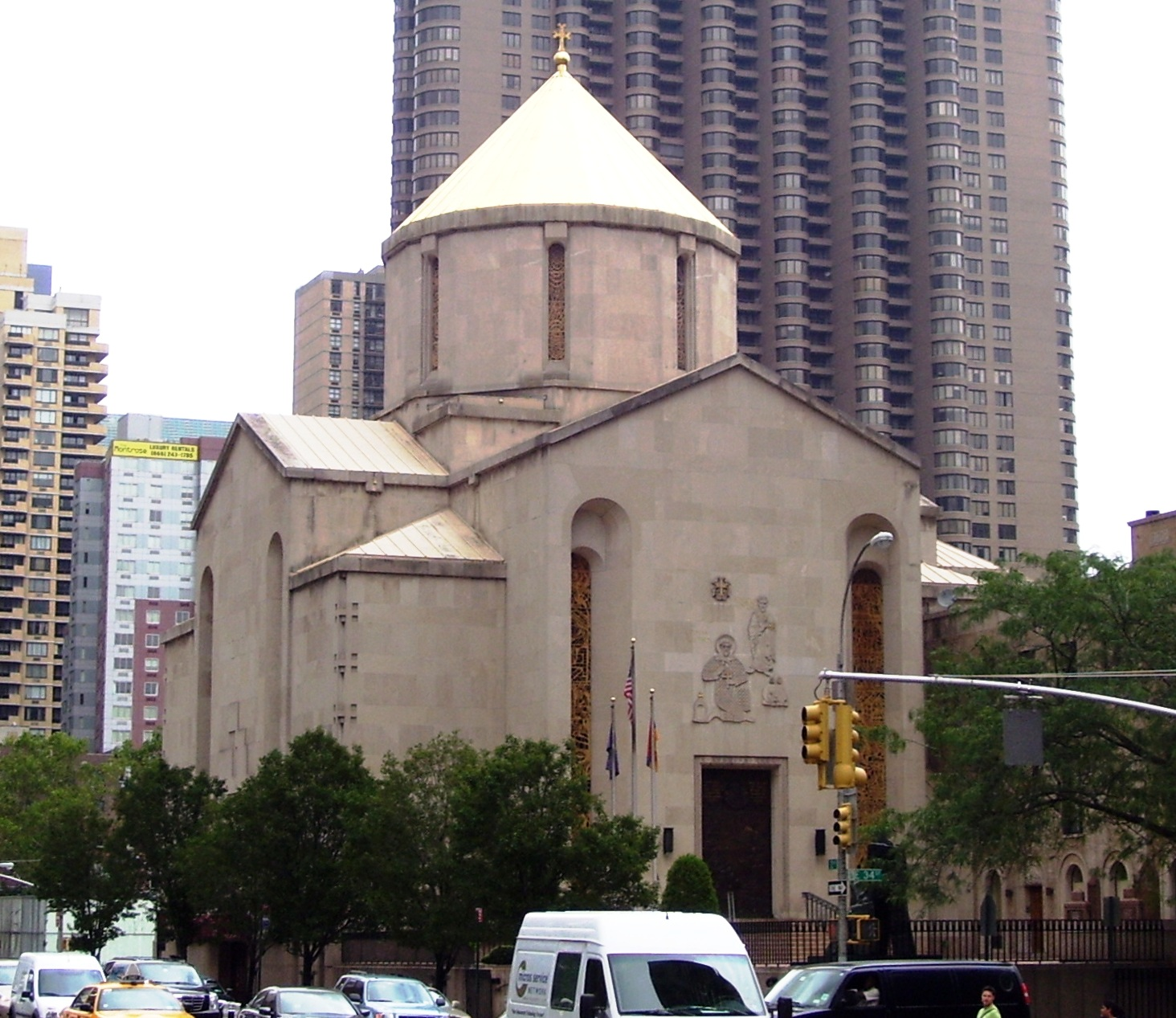

聖瓦爾丹亞美尼亞主教座堂（英語：St. Vartan Armenian Cathedral）是美國紐約市的一座教堂，也是亞美尼亞使徒教會在北美的第一座主教座堂。

## 外部連結
- 维基共享资源上的相關多媒體資源：聖瓦爾丹亞美尼亞主教座堂
- St. Vartan Cathedral page （页面存档备份，存于） at Eastern Diocese of the Armenian Church of America website